# Bele Vode (Slovenië)
Bele Vode (Duits: Weißwasser) is een plaats in Slovenië en maakt deel uit van de gemeente Šoštanj in de NUTS-3-regio Savinjska. De plaats telde 275 inwoners op 1 januari 2020.